# Александар Маврокордат
Александар Маврокордат (Истанбул, 11. фебруар 1791 — Егина, 18. август 1865) је био грчки политичар и један од вођа Грчког рата за независност.

## Биографија
Био је веома образован човек. Говорио је седам језика. Маврокордат је 1812. године отишао на двор свог ујака Јоана Караџе у Влашкој. Заједно са њим је избегао у Аустрију 1818. године. Студирао је на Универзитету у Падови. Постао је члан Филики Хетерије и био је један од првих Грка фанариота који се укључио у борбе на Пелопонезу након избијања Грчког рата за независност 1821. године. У време избијања револуције налазио се у Пизи са песником Персијем Биш Шелијем и његовом супругом Мери Шели, ауторком Франкенштајна. Када је чуо за избијање револуције, пожурио је у Марсеј да набави оружје и брод, а одатле се упутио у Грчку. Тамо се убрзо истакао као један од вођа устанка. Изабран је 1822. године од стране Скупштине у Епидауру за "председника извршне власти". Учествује у писању првог грчког устава. Поражен је у бици код Пете 16. јула 1822. године. Учествује у одбрани Мисолонгија (1822-1823). На Скупштини у Аргосу 1823. године Маврокордат је именован генералним секретаром извршне власти. Дочекао је 1824. године Џорџа Бајрона и покушао да га убеди да предводи напад на Наупакт. Као присталица "енглеске странке", Маврокордат долази у сукоб са "руском странком" и њеним представницима Ипсилантијем и Клокотронисом. Приморан је да се повуче из политике 1825. године. Након искрцавања војске Ибрахим-паше на Пелопонез, поново је ступио у војну службу. Једва је преживео катастрофу на Сфактерији маја 1825. године. Одлази у пензију након пада Мисолонгија 22. априла 1826. године, али га је председник Јоанис Каподистрија вратио у службу учинивши га чланом одбора за управљање ратним материјалима. Дао је оставку 1828. године. Маврокордат је постао министар финансија 1832. године, након ослобођења. Следеће године постао је премијер. Био је дипломатски представник Грчке у Минхену, Берлину, Лондону и Цариграду. У кабинету Метаксаса био је министар без портфеља. Од априла до августа 1844. године налазио се на челу владе. Као опозиционар, снажно је нападао Колетисову владу 1854-1855. године. Умро је у Егини 18. августа 1865. године.